# Konstantínos Stávrou
Konstantínos Stávrou (grec moderne : Κωνσταντίνος Σταύρου), né le 20 juillet 1928 à Metsovo, est un homme politique grec. Il est député européen.